# TRAPPIST-1g
TRAPPIST-1g es un planeta extrasolar que forma parte de un sistema planetario formado por al menos siete planetas. Orbita la estrella enana ultrafría denominada TRAPPIST-1 aproximadamente a 40 años luz en la constelación de acuario. Fue descubierto en 2017 por el telescopio TRAPPIST por medio de tránsito astronómico.